# Богданово (Дмитровский городской округ)
Богданово — деревня в Дмитровском районе Московской области, в составе Сельского поселения Большерогачёвское. До 1954 года — центр Богдановского сельсовета. В 1994—2006 годах Богданово входило в состав Покровского сельского округа.

## Расположение
Деревня расположена в западной части района, примерно в 29 км западнее Дмитрова, на безымянном ручье, правом притоке реки Лбовки (левый приток Сестры), высота центра над уровнем моря 157 м. Ближайшие населённые пункты — Михалево на юге, Нечаево на северо-западе, Софрыгино на северо-востоке, Трехденево на востоке и Копылово на юго-востоке.

## Население
| 2002 | 2006 | 2010 |
| ---- | ---- | ---- |
| 56   | ↘36  | ↘31  |